# Acanthocolpoides pauloi
Acanthocolpoides pauloi är en plattmaskart. Acanthocolpoides pauloi ingår i släktet Acanthocolpoides och familjen Acanthocolpidae. Inga underarter finns listade i Catalogue of Life.